# Liste der Wappen im Kreis Olpe
Diese Liste beinhaltet alle in der Wikipedia gelisteten Wappen des Kreises Olpe in Nordrhein-Westfalen, inklusive historischer Wappen. Alle Städte, Gemeinden und Kreise in Nordrhein-Westfalen führen ein Wappen. Sie sind über die Navigationsleiste am Ende der Seite erreichbar.

## Kreis Olpe

Wappen des Kreises Olpe
Der Kreis Olpe in Nordrhein-Westfalen

## Wappen der Städte und Gemeinden

Stadt Attendorn
Stadt Drolshagen
Gemeinde Finnentrop
Gemeinde Kirchhundem
Stadt Lennestadt
Kreisstadt Olpe
Gemeinde Wenden

## Wappen der ehemaligen Ämter

Amt Bilstein
Amt Drolshagen
Amt Kirchhundem
Amt Olpe

## Wappen ehemals selbständiger Gemeinden

### Ortsteile der Stadt Attendorn

Attendorn-Land
Helden

### Ortsteile der Stadt Drolshagen

Drolshagen (altes Wappen)
Drolshagen-Land

### Ortsteile der Gemeinde Finnentrop

Schliprüthen
Schönholthausen

### Ortsteile der Stadt Lennestadt

Elspe
Grevenbrück
Kirchveischede
Oedingen
Saalhausen

### Ortsteile der Gemeinde Kirchhundem

Rahrbach

### Ortsteile der Stadt Olpe

Olpe-Land
Rhode

### Ortsteile der Gemeinde Wenden

Römershagen
Wenden (bis 1970)

## Blasonierungen
1. ↑  Kreis Olpe: Von Silber und Gold gespalten, vorne in Silber ein schwarzes Kreuz, hinten in Gold zwei rote Balken.
2. ↑  Attendorn: In Silber (Weiß) ein durchgehendes schwarzes Kreuz, rechts oben begleitet von einer auswärts gerichteten roten Mondsichel.
3. ↑  Drolshagen: Im ersten und vierten Feld des durch ein schwarzes Kreuz gevierten Schildes drei balkenweise schrägrechts gestellte blaue Rauten auf goldenem Grund, im zweiten und dritten Feld auf silbernem Grund einen gestürzten schwarzen, von einem links gerichteten schwarzen Pfeil überzogenen Anker.
4. ↑  Finnentrop: In Grün eine silberne (weiße) Rose unter gekappten silbernen (weißen) Wellensparren.
5. ↑  Kirchhundem: In Schwarz zwei gekreuzte fünfendige goldene Hirschstangen, umgeben von neun goldenen Schindeln, zwischen den Stangen eine aufrechtstehende goldene Wolfsangel.
6. ↑  Lennestadt: In Gold drei große Pfähle überzogen von einem blauen Wellenschrägbalken, im linken Obereck eine dem dritten Pfahl aufgelegte silberne Rose.
7. ↑  Olpe: In Rot auf flach gewölbtem grünen Schildfuß der heilige Martin in ritterlichem blauen Gewand, mit goldenem Haupthaar und Heiligenschein, Gesicht und Hände in natürlichen Farben, auf silbernem Pferd, mit goldenen (gelben) Hufen und goldenem Zaumzeug, mit silbernem (weißen) Schwert seinen silbernen Mantel teilend, vor ihm ein kniender, bis auf einen silbernen Schurz unbekleideter Bettler in natürlichen Farben mit goldenem Haupthaar; rechts ein quadratisches silbernes Obereck mit durchgehendem schwarzen Kreuz.
8. ↑  Wenden: Auf rotem Grund in Halbfigur der heilige Johannes der Täufer in natürlichen Farben, ein goldenes Lamm auf einem goldenen Buch in der Rechten tragend und einen in ein Kreuz auslaufenden goldenen Stab in der Linken haltend, mit goldenem Heiligenschein, Bart und Haupthaar, oben ein goldenes Fell übergeworfen, unten mit einem silbernen Linnen gewandet, das den vor ihm stehenden kleinen silbernen Schild mit einem durchgehenden schwarzen Kreuz umschließt.
9. ↑  Amt Bilstein: In silbernem Schild ein schwarzes Kreuz, das von 4 roten Sternen bewinkelt und mit einem, in goldenen Felde 3 grüne Pfähle zeigenden Herzschild belegt ist
10. ↑  Amt Drolshagen: Im ersten und vierten Feld des durch ein schwarzes Kreuz gevierten Schildes drei balkenweise schrägrechts gestellte blaue Rauten auf goldenem Grund, im zweiten und dritten Feld auf silbernem Grund einen gestürzten schwarzen, von einem links gerichteten schwarzen Pfeil überzogenen Anker.
11. ↑  Amt Kirchhundem: In Schwarz zwei gekreuzte fünfendige goldene Hirschstangen, umgeben von neun goldenen Schindeln, zwischen den Stangen eine aufrechtstehende goldene Wolfsangel.
12. ↑  Elspe: Von Blau und Silber geteilt, oben ein Pflug, unten schräggekreuzt Schlägel und Eisen in verwechselten Farbe.